# Stadio Leonardo Pianigiani
Lo stadio Leonardo Pianigiani è un impianto polisportivo sito nella frazione Tavarnelle Val di Pesa del comune italiano di Barberino Tavarnelle, nella città metropolitana di Firenze.
Principale impianto sportivo municipale per capienza e area superficiale, ospita le partite interne del San Donato Tavarnelle, principale squadra di calcio del territorio, che ne è altresì la concessionaria di gestione per conto dell'amministrazione comunale (effettiva titolare della proprietà). Nel 2008 è stato intitolato alla memoria di Leonardo Pianigiani, primo presidente del San Donato Tavarnelle.
L'impianto dispone di due tribune stabili, di cui solo una parzialmente coperta, al centro. Mentre l'altra tribuna centrale completamente scoperta, assolve le funzioni di settore ospiti. La pista d'atletica leggera a 4 corsie che si sviluppa attorno al rettangolo erboso è usata dalle società locali.
Per quanto concerne l'aspetto calcistico, lo stadio ha ospitato solo competizioni dilettantistiche (mai al di sopra della Serie D), in quanto nella stagione della prima storica promozione del club tra i professionisti, i lavori di riqualificazione dell'impianto sono durati per tutta la stagione, rendendo impossibile disputare gare nell'impianto. Per tutta la stagione 2022-2023 l'impianto che ha ospitato i gialloblù in terza serie è stato lo Stadio Gastone Brilli Peri di Montevarchi.